# Église Saint-Julien de Tours
Pour les articles homonymes, voir Église Saint-Julien.
L'église Saint-Julien de Tours, située à Tours dans le Vieux-Tours en France, est l'abbatiale d'une ancienne abbaye bénédictine dont l'origine remonte au VIe siècle ; elle date majoritairement du XIIIe siècle.
Elle fait l’objet d’un classement au titre des monuments historiques par la liste de 1840.

## Localisation
Elle est bordée par la rue Nationale (ex rue Royale), la place Anatole-France et le square Prosper-Mérimée.

## De l'abbatiale à l'église actuelle
À la fin du VIe siècle jusqu'au IXe siècle une abbaye est construite et se développe autour de la tour carrée (encore visible aujourd'hui). Elle dispose d'un cloître, de celliers (qui abritaient les récoltes du domaine), et d'une bibliothèque.
Pendant cinq siècles se succèdent destructions et reconstructions. En 853, l'abbaye est détruite par les Normands, elle est reconstruite au Xe siècle.
En 1044 le comté de Tours est âprement disputé entre la maison féodale blésoise et la maison d'Anjou. Geoffroy III d'Anjou remporte le comté après un conflit qui endommage l'église. Elle est reconstruite et consacrée en 1084.
Un ouragan fait écrouler la nef de Saint-Julien en 1224. L'église est une nouvelle fois reconstruite et édifiée sous la forme actuelle.
À la Révolution, l'église est vendue et sert d'écurie et de remise pour diligences.
Les bombardements de la Seconde Guerre mondiale (1940 et 1944) ont ravagé une grande partie du centre-ville de Tours dont l'entrée de ville où se situe l'église. Miraculeusement, Saint-Julien reste debout et les dégâts ont pu être réparés. L'abbaye détruite a par contre été remplacée par le square Prosper-Mérimée.
En 2004, la chute d’une pierre d’ogive depuis la nef provoque la fermeture de l'édifice. Après plusieurs années où il n'est ouvert qu'à l'occasion des journées du patrimoine, sa réouverture totale est autorisée par une visite de la commission de sécurité le 28 septembre 2011. Parallèlement à l'arrivée du tramway de Tours en 2013, l'église connaît dès 2011 une restauration de son clocher. La création d'un grand parvis en harmonie avec la restructuration de la place Anatole-France que jouxte l'église est en projet.

Vues extérieures de l'église
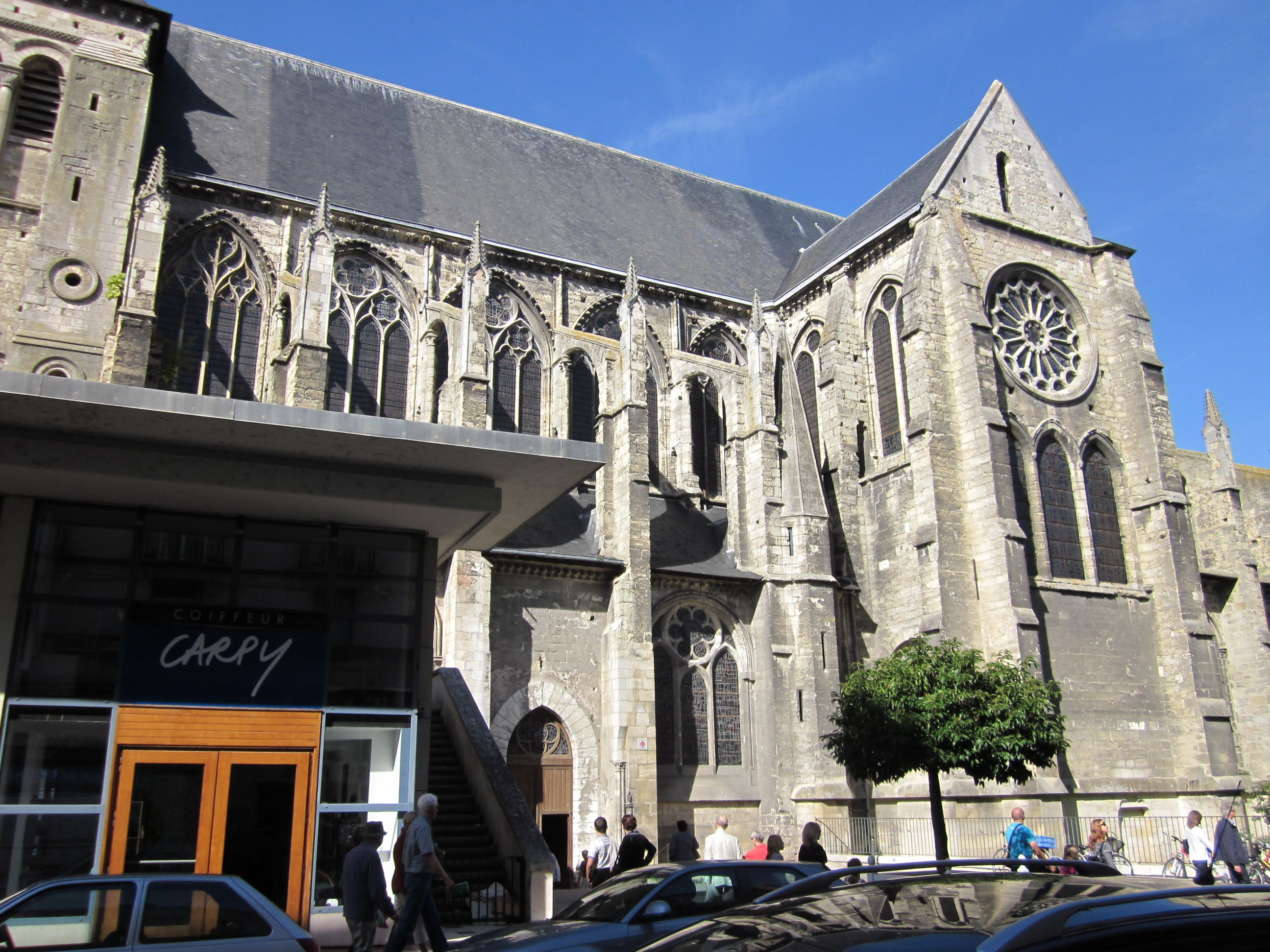
Façade sud (rue Colbert)
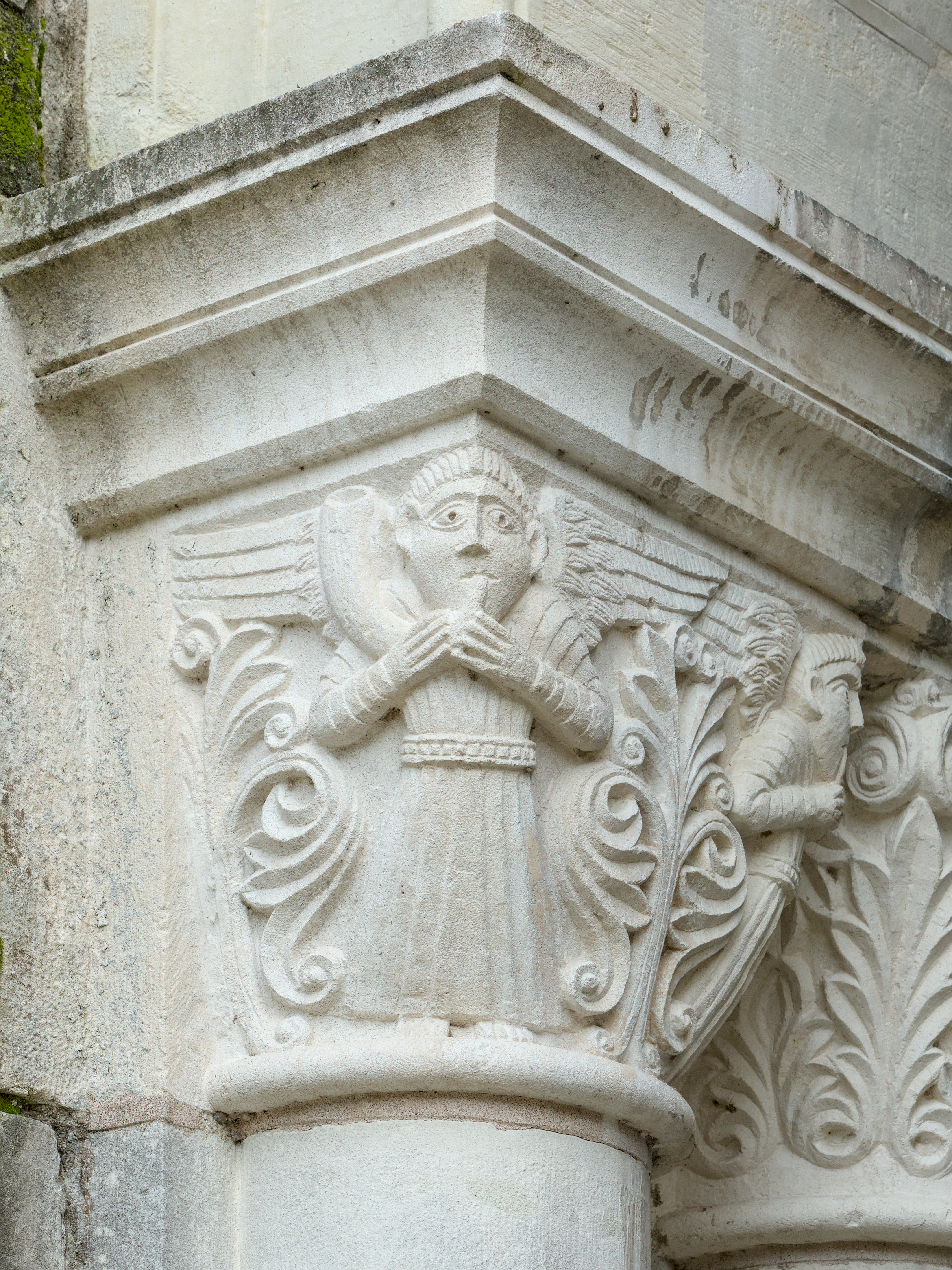
Bas-relief du porche
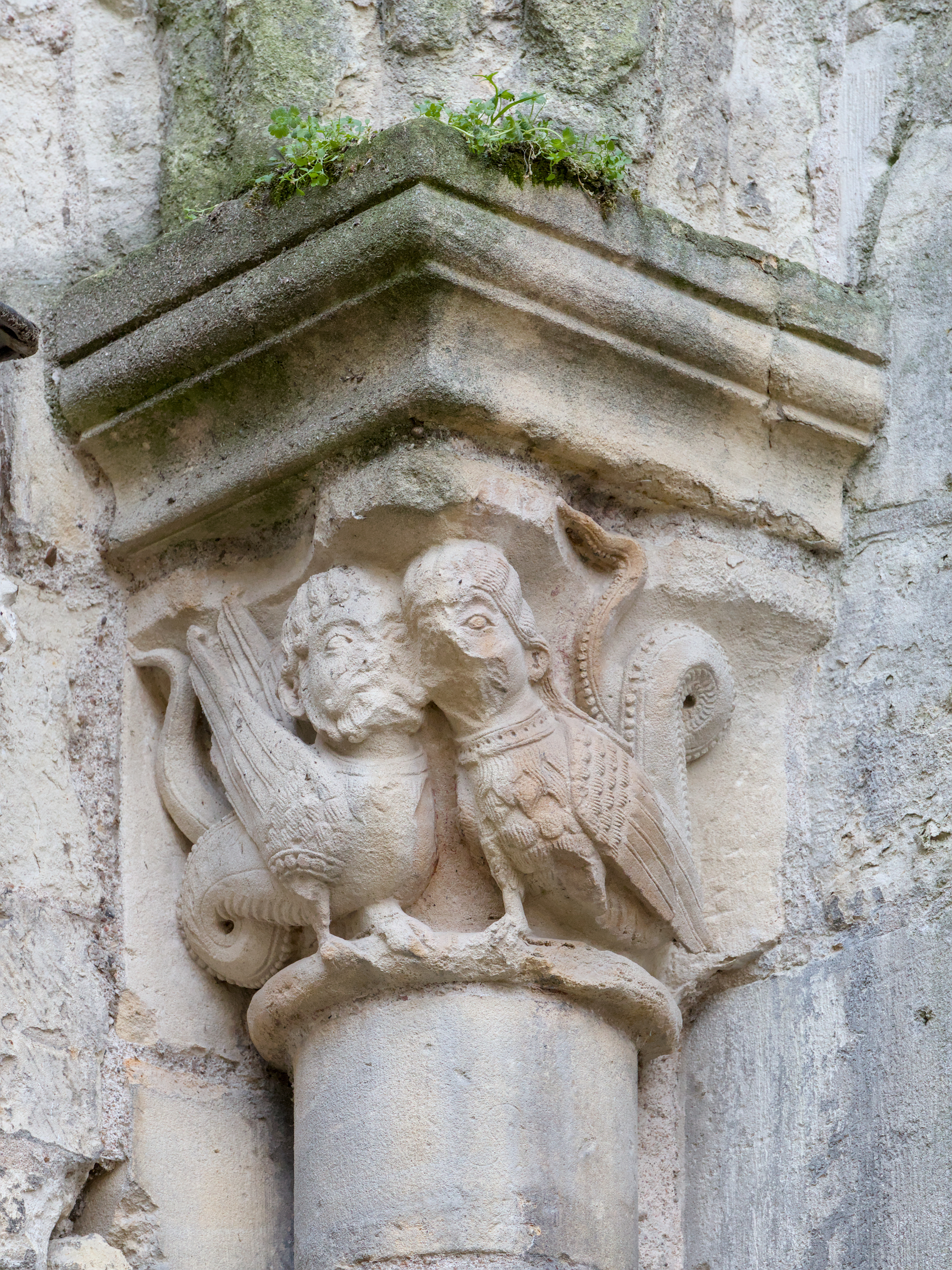
Bas-relief du porche
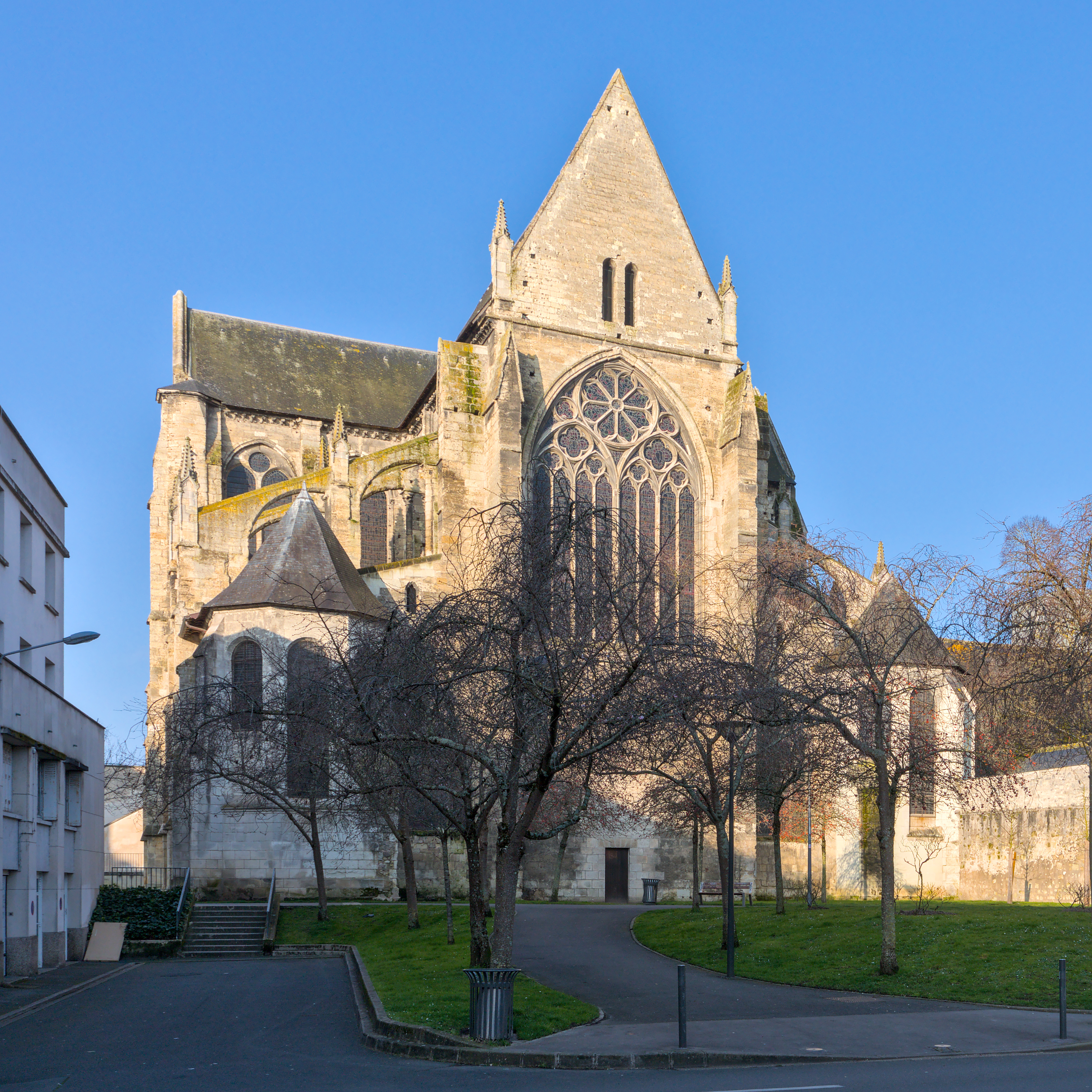
Façade est (square Prosper-Mérimée)
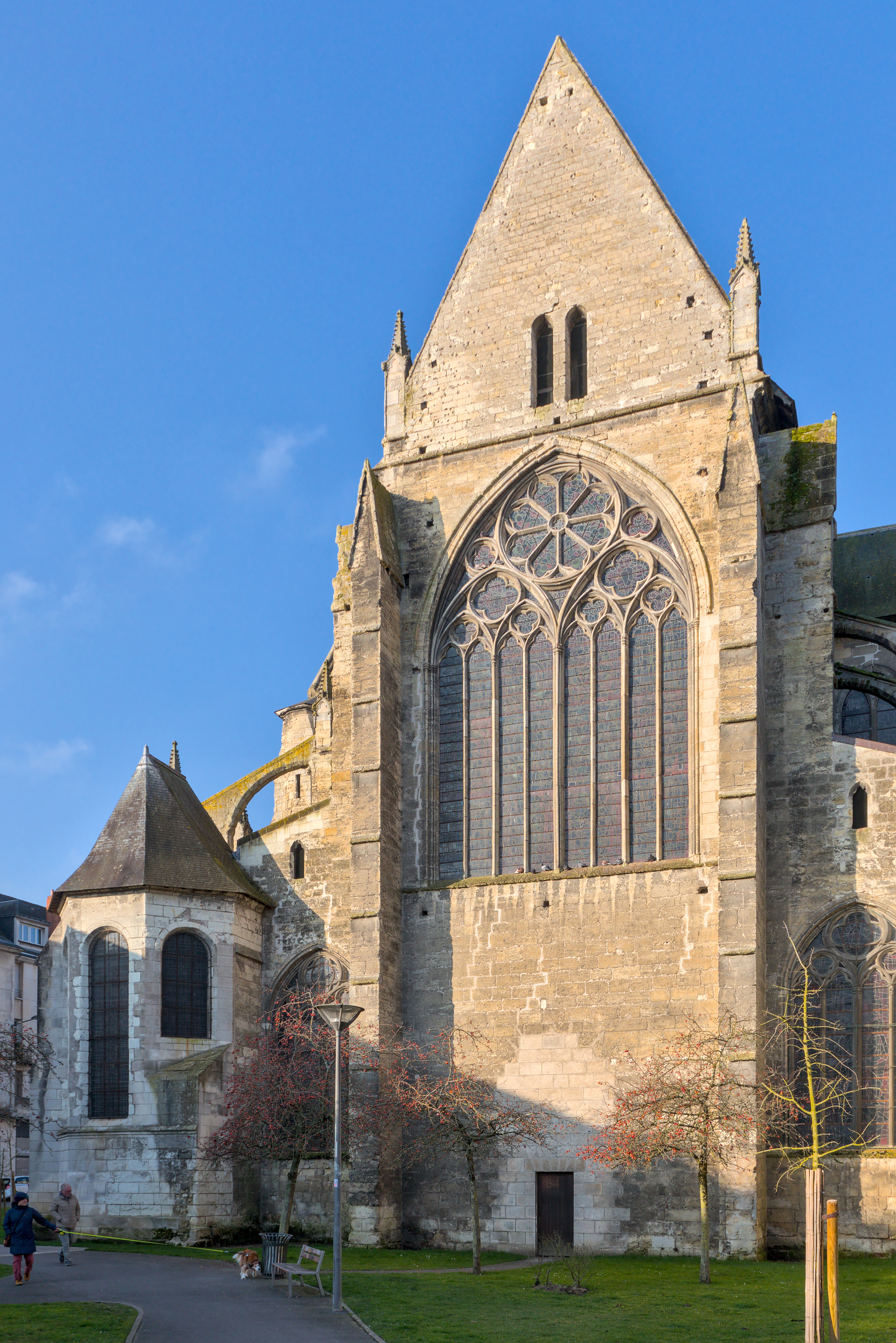
Façade est (square Prosper-Mérimée)

## Caractéristiques et architecture
Issue de plusieurs campagnes successives de construction et de reprise, l'actuelle abbatiale mélange plusieurs styles architecturaux.

### Le clocher-porche
Dans la seconde moitié du XIe siècle, l’abbé Gerbert procède à une reconstruction totale de l’église abbatiale en style roman. Le clocher-porche qui permet d’accéder à l’église actuelle date très certainement de cette phase de reconstruction. Dans sa configuration actuelle, le clocher-porche mesure 25 m de hauteur.
On ignore par contre si le porche occupant le rez-de-chaussée du clocher était, dès sa construction, largement ouvert, sur un ou plusieurs côtés, ou si la disposition que l’on observe aujourd’hui est le résultat d’une modification ultérieure. Les restaurations qui se sont succédé ont effacé toute trace de l’entrée d’origine.
Les bas-reliefs des chapiteaux du porche, dessinés par Gustave Guérin, datent du XIXe siècle ; ils ont été mis en place à l'occasion de la restauration de 1960 (photos (2) et (3)).
La nouvelle église est consacrée en 1084, sous l'archiépiscopat de Raoul Ier de Langeais ; elle est dédiée à « notre Dame, saint Julien et tous les saints ».

### La nef, le transept et le chœur
La nouvelle nef de l'abbatiale est reconstruite entre 1243 et 1259 ; à cette époque, c'est l'architecture gothique qui prévaut.
L’église affecte, dès lors, la forme générale qu’on lui connaît aujourd’hui :
- un clocher-porche donnant accès à une nef flanquée de collatéraux simples, d'une largeur de 10 m et d'une hauteur de 21 m ;
- un transept pourvu d’une seule travée à l’extérieur des collatéraux de la nef ;
- un chœur à quatre collatéraux, de même largeur que le transept, soit 30 m ;
- un chevet plat qui termine le chœur et dont il est difficile d'expliquer l'architecture si particulière[7].

Une partie des vitraux qui ornent la nef et le chœur a été réalisée par Max Ingrand (photos (5) à (7)). D'autres vitraux du chœur sont de Jacques Le Chevallier. Ces vitraux remplacent ceux créés au XIXe siècle dans l'atelier Lobin, détruits pendant la Seconde Guerre mondiale.

Vues intérieures de l'église
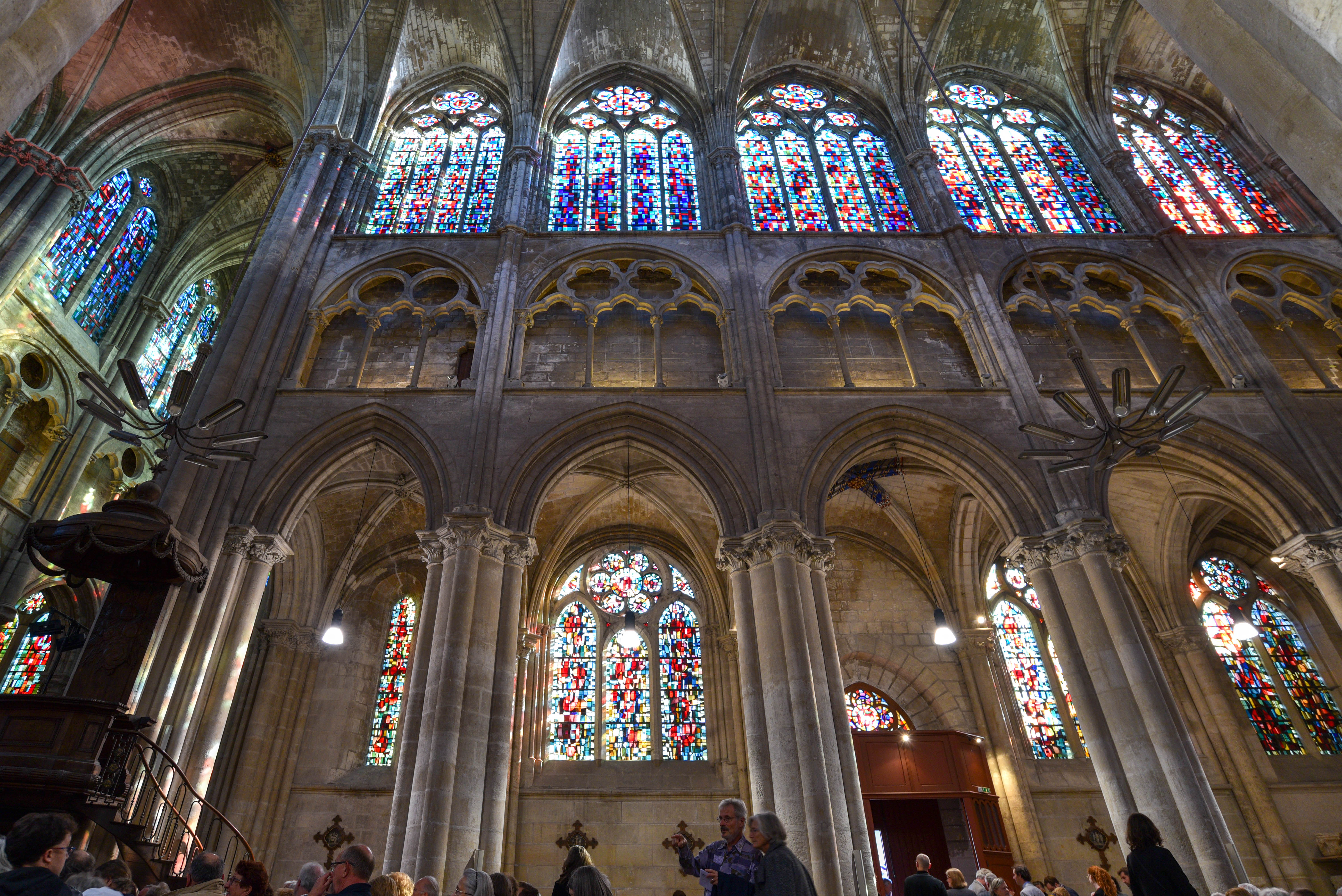
(5) Vitraux sur le côté de la nef
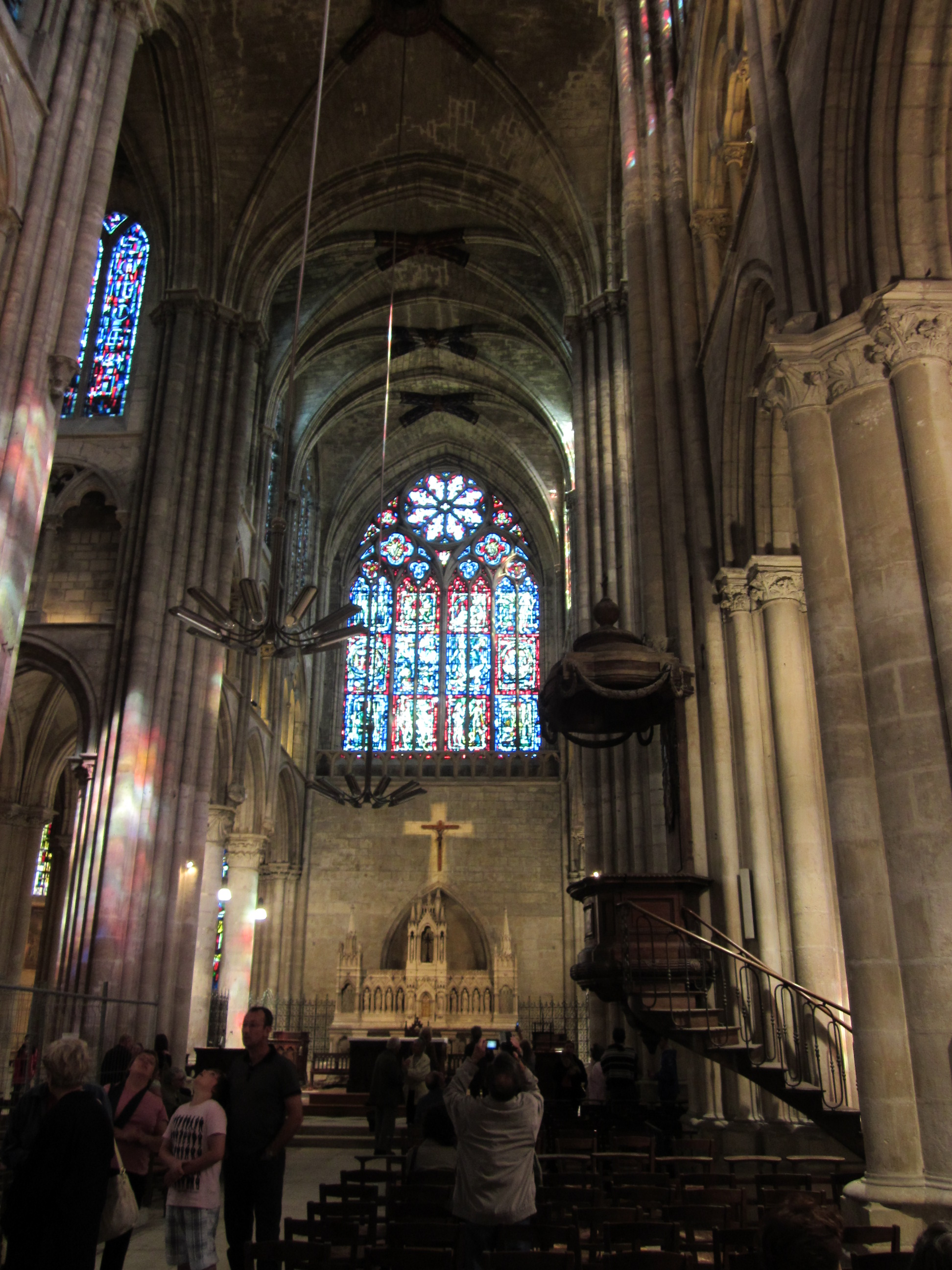
(6) Chœur et chevet
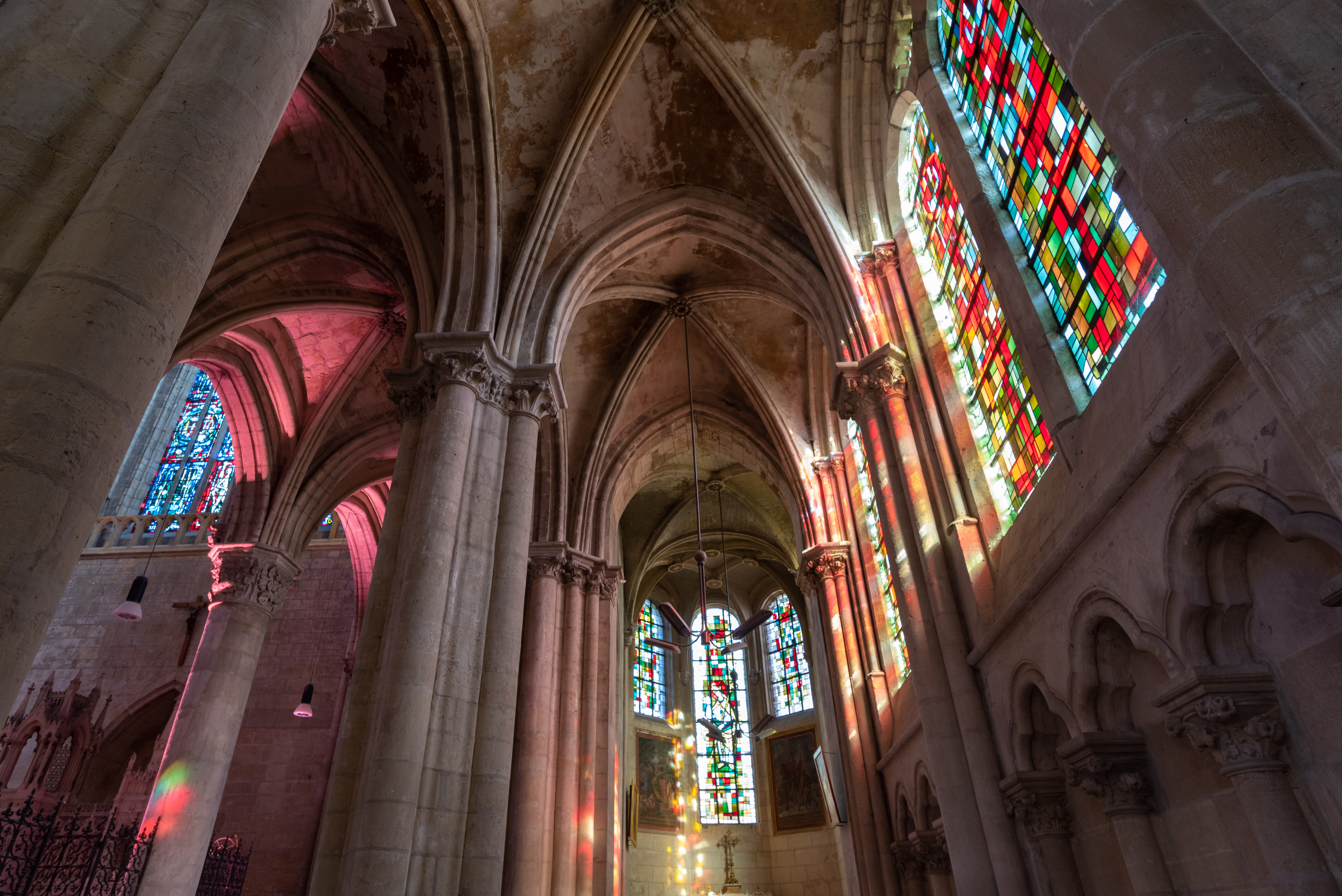
(7) Vitraux dans le déambulatoire
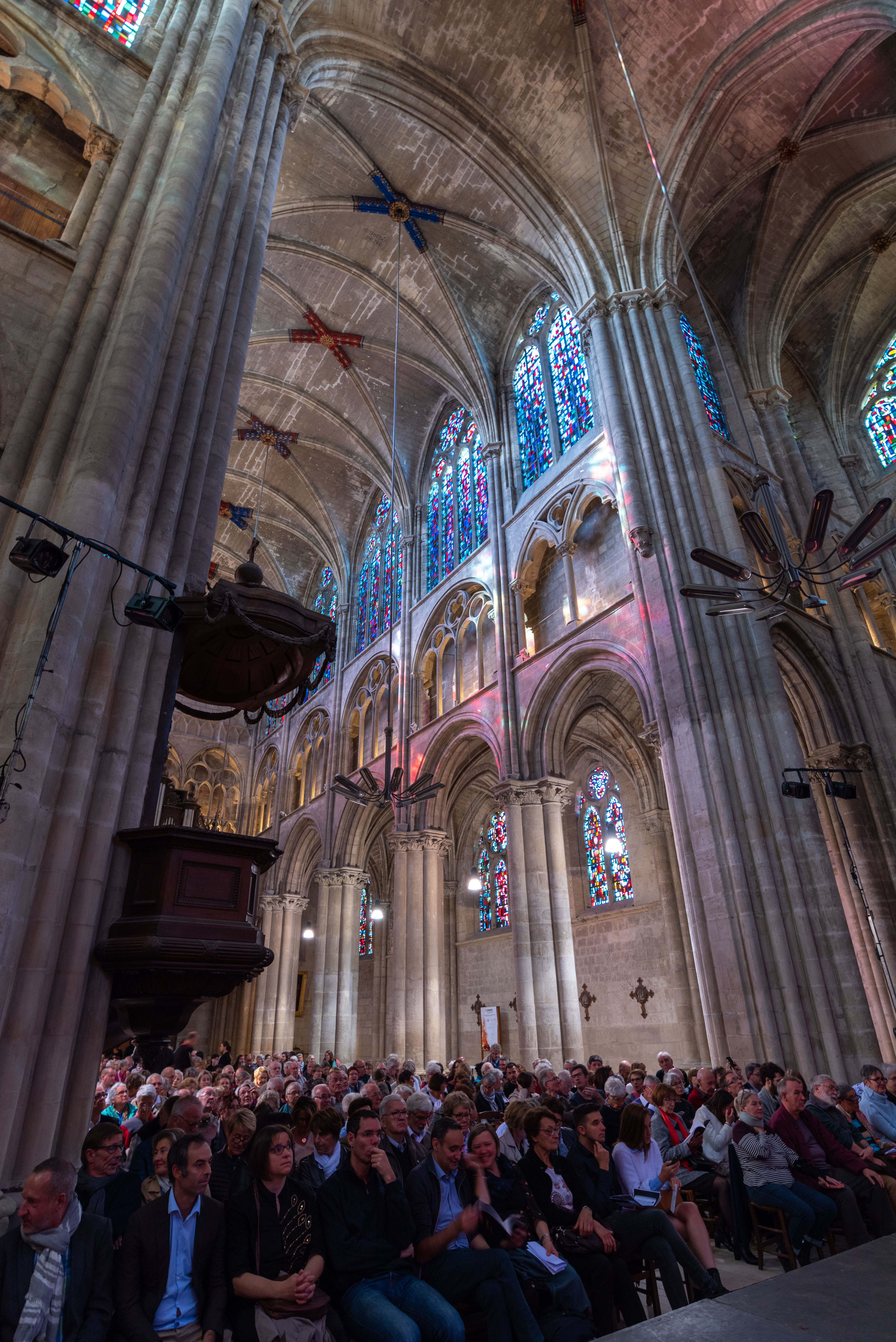
La nef vue depuis le transept
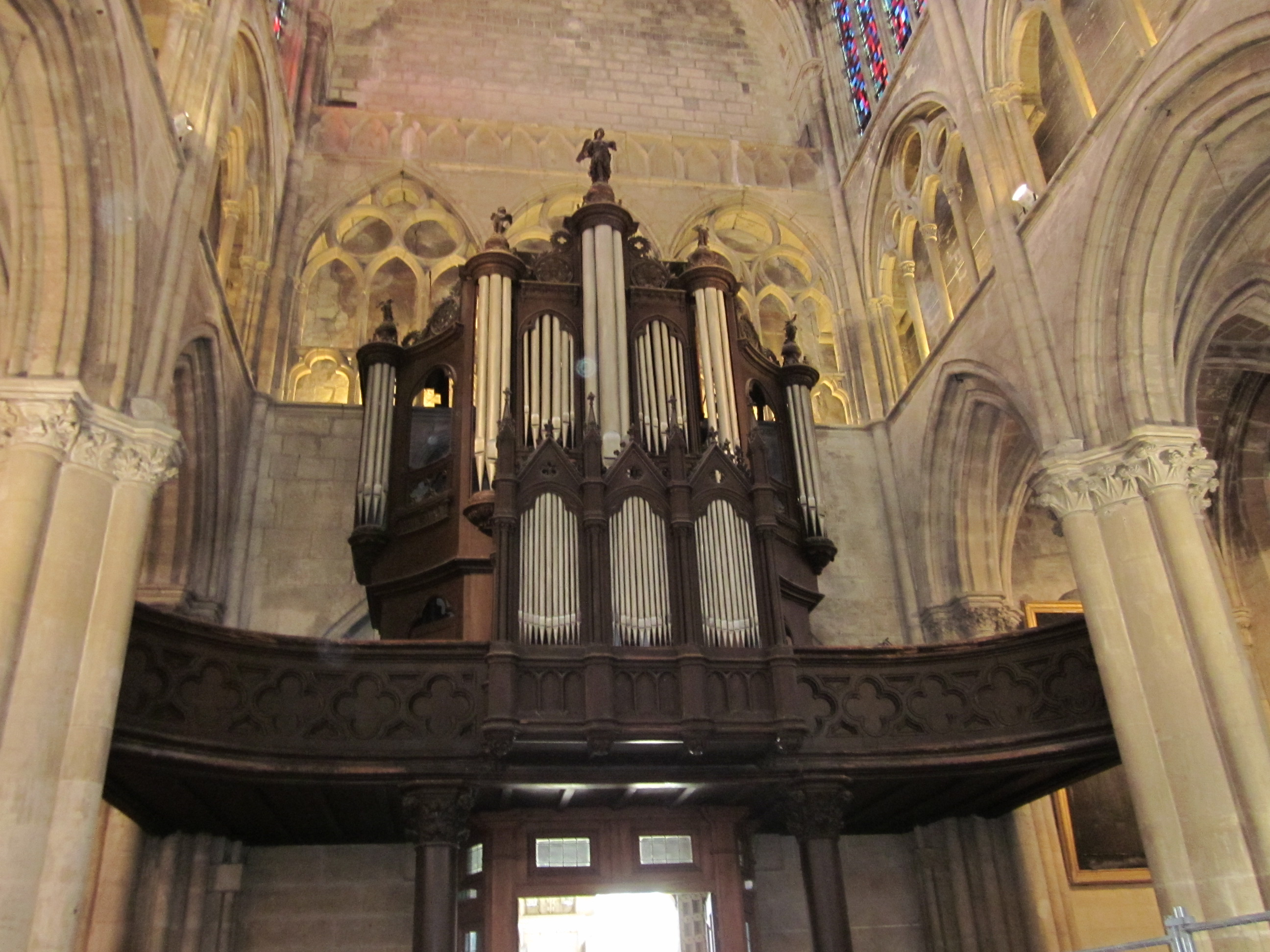
Orgue

### Les absidioles
Vers 1300, le chevet est repris avec adjonction de deux absidioles en prolongement des collatéraux externes du chœur ; elles seront reconstruites au XVIe siècle.

## Autour de l'église Saint-Julien
- Bien que n'étant pas une cathédrale, l'église est une propriété de l'État à la suite de l'intervention de Prosper Mérimée (1846).
- Le congrès de Tours (SFIO) (1920) se tint dans la salle des Manèges aujourd'hui disparue, elle jouxtait l'Église Saint-Julien.
- L'ancien dortoir des Moines de l'abbaye Saint Julien qui touche la façade nord de l'église abrite aujourd'hui le Musée du Compagnonnage de Tours
- Les celliers sont occupés par le Musée des Vins de Touraine.
- La salle capitulaire à l'est du cloître abrite des expositions.